# Vladislav Davankov
Vladislav Andreyevich Davankov (en ruso: Владислав Андреевич Даванков; Smolensk, 25 de febrero de 1984) es un político y empresario ruso, vicepresidente de la Duma Estatal desde 2021.
Davankov forma parte de la Duma Estatal por el partido de orientación liberal Gente Nueva, que, con él como miembro clave, fue el único partido parlamentario que no apoyó la independencia de las regiones de Donetsk y Lugansk de Ucrania en el preludio de la invasión rusa.

## Biografía
Nacido en Smolensk, Davankov se mudó más tarde a Moscú, donde se graduó en la Universidad Estatal de Moscú. Después de graduarse, Davankov comenzó a trabajar en una empresa de venta directa ("Faberlic") fundada por Alekséi Necháiev. Davankov ascendió en la escala corporativa de la empresa hasta convertirse en su vicepresidente en 2013.
En 2020, Nechaev fundó el partido político Gente Nueva y nombró a Davankov como jefe de su Comité Ejecutivo Central.
En las elecciones legislativas rusas de 2021, Davankov fue elegido miembro de la Duma Estatal. El presidente de la Duma, Viacheslav Volodin, nombró entonces vicepresidente a Davankov, una medida establecida por el precedente de que se designa al menos un vicepresidente por bloque político.
El partido de Davankov se opuso a la vacunación obligatoria durante la pandemia de coronavirus 2020-21.
En el preludio de la Invasión rusa de Ucrania, Gente Nueva fue el único partido de la Duma que se abstuvo en la votación sobre el reconocimiento de Donetsk y Lugansk como estados independientes de Ucrania. Sin embargo, fue incluido en la lista de sanciones del Reino Unido junto con otros legisladores.
En 2023, Davankov se postuló sin éxito a la alcaldía de Moscú, en una elección que se destacó por su controvertido uso del voto electrónico. Obtuvo un 5,38% según los resultados oficiales.
Davankov es candidato a las elecciones presidenciales rusas de 2024. A pesar de su candidatura, también firmó su nombre en apoyo de la candidatura del activista contra la guerra Boris Nadezhdin, argumentando que el país debería permitir un mayor acceso a las urnas a todos los candidatos.